# Élections cantonales de 1985 dans le Finistère
Les élections cantonales françaises de 1985 ont eu lieu les 10 et 17 mars 1985.

## Contexte départemental

### Assemblée départementale sortante
| Parti                                       | Sigle    | Élus |
| ------------------------------------------- | -------- | ---- |
| Majorité (28 sièges)                        |          |      |
| Union pour la démocratie française          | UDF      | 16   |
| Rassemblement pour la République            | RPR      | 9    |
| Centre national des indépendants et paysans | CNIP-DVD | 3    |
| Opposition (21 sièges)                      |          |      |
| Parti socialiste                            | PS       | 20   |
| Parti communiste français                   | PCF      | 1    |
| Président du conseil général                |          |      |
| Louis Orvoën (UDF-CDS)                      |          |      |

## Résultats à l’échelle du département
| Étiquette | Étiquette                          | Premier tour | Premier tour | Second tour | Second tour | Sièges |
| Étiquette | Étiquette                          | Voix         | %            | Voix        | %           | Sièges |
| --------- | ---------------------------------- | ------------ | ------------ | ----------- | ----------- | ------ |
|           | Parti socialiste                   | 64 476       | 29,60        | 71 051      | 40,24       | 8      |
|           | Parti communiste français          | 18 386       | 8,44         | 4 032       | 2,28        | 0      |
|           | Union démocratique bretonne        | 3 302        | 1,52         |             |             |        |
|           | Divers gauche                      | 1 404        | 0,64         |             |             |        |
|           | Extrême gauche                     | 128          | 0,06         |             |             |        |
| Gauche    | Gauche                             | 87 696       | 40,26        | 75 083      | 42,52       | 8      |
|           |                                    |              |              |             |             |        |
|           | Union pour la démocratie française | 55 420       | 25,45        | 47 466      | 26,88       | 9      |
|           | Rassemblement pour la République   | 45 630       | 20,95        | 42 483      | 24,06       | 9      |
|           | Divers droite                      | 15 348       | 7,05         | 11 538      | 6,53        | 1      |
|           | Front national                     | 12 657       | 5,81         |             |             |        |
| Droite    | Droite                             | 129 183      | 59,25        | 101 487     | 57,48       | 19     |
|           |                                    |              |              |             |             |        |
|           | Divers                             | 1 049        | 0,48         |             |             |        |
|           |                                    |              |              |             |             |        |
| Inscrits  | Inscrits                           | 326 844      | 100,00       | 268 692     | 100,00      |        |
| Votants   | Votants                            | 222 662      | 68,12        | 182 888     | 68,07       |        |
| Exprimés  | Exprimés                           | 217 800      | 66,64        | 176 570     | 65,71       |        |

### Résultats en nombre de sièges
| Parti | Sièges mis en jeu | Élus | Évolution |
| ----- | ----------------- | ---- | --------- |
| PS    | 11                | 8    | -3        |
| RPR   | 3                 | 9    | +6        |
| UDF   | 10                | 10   | =         |

### Assemblée départementale élue
Le nombre de cantons passe de 49 à 52.
| Parti                                       | Sigle   | Élus |
| ------------------------------------------- | ------- | ---- |
| Majorité (34 sièges)                        |         |      |
| Union pour la démocratie française          | UDF     | 15   |
| Rassemblement pour la République            | RPR     | 13   |
| Centre national des indépendants et paysans | DVD-RPR | 4    |
| Centre national des indépendants et paysans | DVD-UDF | 2    |
| Opposition (18 sièges)                      |         |      |
| Parti socialiste                            | PS      | 17   |
| Parti communiste français                   | PCF     | 1    |
| Président du conseil général                |         |      |
| Louis Orvoën (UDF-CDS)                      |         |      |

### Liste des élus
| Canton            | Conseiller sortant         | Parti       | Parti       | Conseiller élu             | Parti | Parti |
| ----------------- | -------------------------- | ----------- | ----------- | -------------------------- | ----- | ----- |
| Arzano            | Georges Dauphin            |             | PS          | Georges Dauphin            |       | PS    |
| Bannalec          | Pierre Boëdec*             |             | PS          | Yvon Le Bris               |       | PS    |
| Brest-I           | Yvette Duval               |             | PS          | Marcel Le Floch            |       | RPR   |
| Brest-II          | Guy-René Leclercq          |             | RPR         | Pierre Maille              |       | PS    |
| Brest-IV          | Georges Lombard            |             | UDF         | Georges Lombard            |       | UDF   |
| Brest-VI          | Marie-Jacqueline Desouches |             | PS          | Daniel Abiven              |       | PS    |
| Brest-VII         | Canton créé                | Canton créé | Canton créé | Jacques Berthelot          |       | RPR   |
| Brest-VIII        | Canton créé                | Canton créé | Canton créé | Marie-Jacqueline Desouches |       | PS    |
| Carhaix-Plouguer  | Jean Rohou                 |             | DVD         | Jean Rohou                 |       | DVD   |
| Concarneau        | Gilbert Le Bris            |             | PS          | Gilbert Le Bris            |       | PS    |
| Crozon            | Claude Yvenat              |             | PS          | Jean-Jacques Fabien        |       | RPR   |
| Daoulas           | Joseph Malléjac            |             | UDF         | Joseph Malléjac            |       | UDF   |
| Fouesnant         | Louis Le Calvez*           |             | UDF         | Roger Le Goff              |       | UDF   |
| Guilvinec         | Jean Folgoas               |             | PS          | Pierre Draoulec            |       | UDF   |
| Lanmeur           | Jean-René Cadran           |             | PS          | Jean-René Cadran           |       | PS    |
| Lannilis          | Jean-Louis Goasduff        |             | UDF         | Léon Guéguen               |       | UDF   |
| Plabennec         | Louis Coz                  |             | RPR         | Louis Coz                  |       | RPR   |
| Pleyben           | François Philippot         |             | PS          | Jean Pirche                |       | RPR   |
| Ploudalmézeau     | Alphonse Arzel             |             | UDF         | Antoine Corolleur          |       | RPR   |
| Plouescat         | Yves Priser                |             | UDF         | Yves Priser                |       | UDF   |
| Plouzévédé        | Jacques de Menou           |             | UDF         | Jacques de Menou           |       | UDF   |
| Pont-Croix        | Henri Cogan                |             | UDF         | Henri Cogan                |       | UDF   |
| Pont-l'Abbé       | Jean Richard               |             | PS          | Sébastien Jolivet          |       | UDF   |
| Quimper-III       | Canton créé                | Canton créé | Canton créé | Alain Gérard               |       | RPR   |
| Rosporden         | Gilbert Monfort            |             | PS          | Gilbert Monfort            |       | PS    |
| Saint-Pol-de-Léon | François Prigent*          |             | UDF         | Adrien Kervella            |       | RPR   |
| Saint-Thégonnec   | Joseph Le Mer              |             | RPR         | Joseph Le Mer              |       | DVG   |

*Conseillers généraux sortants ne se représentant pas

## Résultats par canton

### Canton d'Arzano
| Candidats | Candidats         | Étiquette | Premier tour | Premier tour | Second tour | Second tour |
| Candidats | Candidats         | Étiquette | Voix         | %            | Voix        | %           |
| --------- | ----------------- | --------- | ------------ | ------------ | ----------- | ----------- |
|           | Georges Dauphin * | PS        | 1 241        | 43,20        | 1 586       | 53,24       |
|           | Michel Balanant   | UDF-CDS   | 778          | 27,08        | 1 393       | 46,76       |
|           | Pierre Calvar     | DVD-RPR   | 595          | 20,71        | Retrait     | Retrait     |
|           | Louis Rousseau    | PCF       | 173          | 6,02         |             |             |
|           | Albert Chrismann  | FN        | 86           | 2,99         |             |             |
|           |                   |           |              |              |             |             |
| Inscrits  | Inscrits          | Inscrits  | 3 527        | 100,00       | 3 527       | 100,00      |
| Votants   | Votants           | Votants   | 2 917        | 82,71        | 3 026       | 85,80       |
| Exprimés  | Exprimés          | Exprimés  | 2 873        | 98,49        | 2 979       | 95,48       |

*sortant

### Canton de Bannalec
Pierre Boëdec (PS) élu depuis 1961 ne se représente pas.
| Candidats | Candidats           | Étiquette | Premier tour | Premier tour | Second tour | Second tour |
| Candidats | Candidats           | Étiquette | Voix         | %            | Voix        | %           |
| --------- | ------------------- | --------- | ------------ | ------------ | ----------- | ----------- |
|           | Yvon Le Bris        | PS (*)    | 1 930        | 38,96        | 2 929       | 57,66       |
|           | Guy Lozachmeur      | RPR       | 1 669        | 33,69        | 2 151       | 42,34       |
|           | Jean-Yves Cochennec | PCF       | 897          | 18,11        | Retrait     | Retrait     |
|           | Guy Flégéo          | App.FLB   | 283          | 5,71         |             |             |
|           | Philippe Le Roux    | FN        | 175          | 3,53         |             |             |
|           |                     |           |              |              |             |             |
| Inscrits  | Inscrits            | Inscrits  | 6 920        | 100,00       | 6 914       | 100,00      |
| Votants   | Votants             | Votants   | 5 030        | 72,69        | 5 205       | 75,28       |
| Exprimés  | Exprimés            | Exprimés  | 4 954        | 98,49        | 5 080       | 97,60       |

### Canton de Brest-I
| Candidats | Candidats       | Étiquette | Premier tour | Premier tour | Second tour | Second tour |
| Candidats | Candidats       | Étiquette | Voix         | %            | Voix        | %           |
| --------- | --------------- | --------- | ------------ | ------------ | ----------- | ----------- |
|           | Marcel Le Floch | RPR       | 4 380        | 44,88        | 5 314       | 52,02       |
|           | Yvette Duval *  | PS        | 3 885        | 39,81        | 4 900       | 47,98       |
|           | Armelle Rello   | FN        | 777          | 7,96         |             |             |
|           | Yvon Pichavant  | PCF       | 717          | 7,35         |             |             |
|           |                 |           |              |              |             |             |
| Inscrits  | Inscrits        | Inscrits  | 16 139       | 100,00       | 16 139      | 100,00      |
| Votants   | Votants         | Votants   | 10 022       | 62,10        | 10 456      | 64,79       |
| Exprimés  | Exprimés        | Exprimés  | 9 759        | 97,38        | 10 214      | 97,69       |

*sortant

### Canton de Brest-II
Francis Le Blé (PS) est mort en 1982 , Guy-René Leclercq (RPR) a été élu lors de la partielle qui a suivi.
| Candidats | Candidats           | Étiquette | Premier tour | Premier tour | Second tour | Second tour |
| Candidats | Candidats           | Étiquette | Voix         | %            | Voix        | %           |
| --------- | ------------------- | --------- | ------------ | ------------ | ----------- | ----------- |
|           | Guy-René Leclercq * | RPR       | 3 396        | 42,96        | 4 090       | 49,78       |
|           | Pierre Maille       | PS        | 3 044        | 38,50        | 4 126       | 50,22       |
|           | Louis Le Roux       | PCF       | 795          | 10,06        |             |             |
|           | Jean-Marie Lebraud  | FN        | 601          | 7,60         |             |             |
|           | Christophe Inizan   | LCR       | 70           | 0,89         |             |             |
|           |                     |           |              |              |             |             |
| Inscrits  | Inscrits            | Inscrits  | 14 340       | 100,00       | 14 340      | 100,00      |
| Votants   | Votants             | Votants   | 8 061        | 56,21        | 8 354       | 58,26       |
| Exprimés  | Exprimés            | Exprimés  | 7 906        | 98,08        | 8 216       | 98,35       |

*sortant

### Canton de Brest-IV
| Candidats | Candidats         | Étiquette | Premier tour | Premier tour | Second tour | Second tour |
| Candidats | Candidats         | Étiquette | Voix         | %            | Voix        | %           |
| --------- | ----------------- | --------- | ------------ | ------------ | ----------- | ----------- |
|           | Georges Lombard * | App.UDF   | 4 595        | 45,65        | 5 493       | 53,56       |
|           | Jean-Pierre Hue   | PS        | 3 544        | 35,21        | 4 763       | 46,44       |
|           | Robert Lesieur    | FN        | 1 006        | 10,00        |             |             |
|           | Jean Salaud       | PCF       | 616          | 6,12         |             |             |
|           | Jean Guegueniat   | FB-UDB    | 304          | 3,02         |             |             |
|           |                   |           |              |              |             |             |
| Inscrits  | Inscrits          | Inscrits  | 17 807       | 100,00       | 17 807      | 100,00      |
| Votants   | Votants           | Votants   | 10 274       | 57,70        | 10 496      | 58,94       |
| Exprimés  | Exprimés          | Exprimés  | 10 065       | 97,97        | 10 256      | 97,69       |

*sortant

### Canton de Brest-VI
Marie-Jacqueline Desouches (PS) élu depuis 1973 se représente dans le nouveau canton de Brest-VIII.
| Candidats | Candidats           | Étiquette | Premier tour | Premier tour | Second tour | Second tour |
| Candidats | Candidats           | Étiquette | Voix         | %            | Voix        | %           |
| --------- | ------------------- | --------- | ------------ | ------------ | ----------- | ----------- |
|           | Daniel Abiven       | PS (*)    | 2 433        | 34,93        | 3 704       | 52,33       |
|           | André Rosec         | UDF-CDS   | 2 423        | 34,78        | 3 374       | 47,67       |
|           | Alain Poupon        | DVD-RPR   | 757          | 10,87        |             |             |
|           | Henri Hofmann       | FN        | 566          | 8,13         |             |             |
|           | Annie Le Gall       | PCF       | 522          | 7,49         |             |             |
|           | Jean-Claude Le Fell | PT        | 153          | 2,20         |             |             |
|           | Pierre Fourel       | UDB       | 112          | 1,61         |             |             |
|           |                     |           |              |              |             |             |
| Inscrits  | Inscrits            | Inscrits  | 12 891       | 100,00       | 12 891      | 100,00      |
| Votants   | Votants             | Votants   | 7 103        | 55,10        | 7 289       | 56,54       |
| Exprimés  | Exprimés            | Exprimés  | 6 966        | 98,07        | 7 078       | 97,11       |

### Nouveau canton de Brest-VII
| Candidats | Candidats         | Étiquette | Premier tour | Premier tour | Second tour | Second tour |
| Candidats | Candidats         | Étiquette | Voix         | %            | Voix        | %           |
| --------- | ----------------- | --------- | ------------ | ------------ | ----------- | ----------- |
|           | Jacques Berthelot | RPR       | 4 853        | 49,79        | 5 520       | 56,69       |
|           | Jean Mobian       | PS        | 3 464        | 35,61        | 4 218       | 43,31       |
|           | Bernard Pacreau   | FN        | 902          | 9,27         |             |             |
|           | Raymond Kelhetter | PCF       | 517          | 5,31         |             |             |
|           |                   |           |              |              |             |             |
| Inscrits  | Inscrits          | Inscrits  | 15 241       | 100,00       | 15 239      | 100,00      |
| Votants   | Votants           | Votants   | 10 069       | 66,07        | 10 044      | 65,91       |
| Exprimés  | Exprimés          | Exprimés  | 9 736        | 96,59        | 9 738       | 96,95       |

### Nouveau canton de Brest-VIII
Marie-Jacqueline Desouches (PS) élu depuis 1973 dans le Canton de Brest-VI se représente dans ce nouveau canton.
| Candidats | Candidats                      | Étiquette | Premier tour | Premier tour | Second tour | Second tour |
| Candidats | Candidats                      | Étiquette | Voix         | %            | Voix        | %           |
| --------- | ------------------------------ | --------- | ------------ | ------------ | ----------- | ----------- |
|           | Jean-Yves Le Borgne            | UDF       | 2 602        | 42,30        | 3 126       | 49,52       |
|           | Marie-Jacqueline Desouches (*) | PS        | 2 354        | 38,27        | 3 186       | 50,48       |
|           | Yvonne Lagadec                 | PCF       | 662          | 10,76        |             |             |
|           | Louis Jézéquel                 | FN        | 533          | 8,67         |             |             |
|           |                                |           |              |              |             |             |
| Inscrits  | Inscrits                       | Inscrits  | 11 748       | 100,00       | 11 748      | 100,00      |
| Votants   | Votants                        | Votants   | 6 301        | 53,64        | 6 450       | 54,90       |
| Exprimés  | Exprimés                       | Exprimés  | 6 151        | 97,62        | 6 312       | 97,86       |

### Canton de Carhaix-Plouguer
| Candidats | Candidats     | Étiquette | Premier tour | Premier tour | Second tour | Second tour |
| Candidats | Candidats     | Étiquette | Voix         | %            | Voix        | %           |
| --------- | ------------- | --------- | ------------ | ------------ | ----------- | ----------- |
|           | Jean Rohou *  | DVD-UDF   | 3 169        | 32,84        | 5 340       | 56,98       |
|           | André Le Roux | UDF-CDS   | 1 905        | 19,74        | Retrait     | Retrait     |
|           | Désiré Mahé   | PCF       | 1 756        | 18,18        | 4 032       | 43,02       |
|           | François Garo | PS        | 1 640        | 17,00        | Retrait     | Retrait     |
|           | Yves Rémond   | UDB       | 892          | 9,25         |             |             |
|           | Joseph Boulic | FN        | 287          | 2,97         |             |             |
|           |               |           |              |              |             |             |
| Inscrits  | Inscrits      | Inscrits  | 12 912       | 100,00       | 12 912      | 100,00      |
| Votants   | Votants       | Votants   | 9 812        | 75,99        | 9 941       | 76,99       |
| Exprimés  | Exprimés      | Exprimés  | 9 649        | 98,34        | 9 372       | 94,28       |

*sortant

### Canton de Concarneau
| Candidats | Candidats         | Étiquette | Premier tour | Premier tour | Second tour | Second tour |
| Candidats | Candidats         | Étiquette | Voix         | %            | Voix        | %           |
| --------- | ----------------- | --------- | ------------ | ------------ | ----------- | ----------- |
|           | Paulette Lecroc   | DVD-UDF   | 5 044        | 40,63        | 6 198       | 48,85       |
|           | Gilbert Le Bris*  | PS        | 4 003        | 32,25        | 6 491       | 51,15       |
|           | Yvon Quéroué      | PCF       | 2 652        | 21,36        | Retrait     | Retrait     |
|           | Dominique Tingaud | FN        | 715          | 5,76         |             |             |
|           |                   |           |              |              |             |             |
| Inscrits  | Inscrits          | Inscrits  | 18 799       | 100,00       | 18 796      | 100,00      |
| Votants   | Votants           | Votants   | 12 751       | 67,83        | 13 090      | 69,64       |
| Exprimés  | Exprimés          | Exprimés  | 12 414       | 97,36        | 12 689      | 96,94       |

*sortant

### Canton de Crozon
| Candidats | Candidats           | Étiquette | Premier tour | Premier tour | Second tour | Second tour |
| Candidats | Candidats           | Étiquette | Voix         | %            | Voix        | %           |
| --------- | ------------------- | --------- | ------------ | ------------ | ----------- | ----------- |
|           | Jean-Jacques Fabien | RPR       | 3 976        | 47,58        | 4 802       | 51,77       |
|           | Claude Yvenat *     | PS        | 3 549        | 42,47        | 4 473       | 48,23       |
|           | Stéphane Le Fur     | FN        | 578          | 6,92         |             |             |
|           | Pierre Plougonven   | PCF       | 254          | 3,04         |             |             |
|           |                     |           |              |              |             |             |
| Inscrits  | Inscrits            | Inscrits  | 12 970       | 100,00       | 12 964      | 100,00      |
| Votants   | Votants             | Votants   | 8 487        | 65,47        | 9 423       | 72,69       |
| Exprimés  | Exprimés            | Exprimés  | 8 357        | 98,47        | 9 275       | 98,43       |

*sortant

### Canton de Daoulas
| Candidats | Candidats         | Étiquette | Premier tour | Premier tour |
| Candidats | Candidats         | Étiquette | Voix         | %            |
| --------- | ----------------- | --------- | ------------ | ------------ |
|           | Joseph Malléjac * | UDF-AD    | 5 031        | 53,76        |
|           | Joseph Salaün     | PS        | 2 740        | 29,28        |
|           | Robert Galci      | FN        | 834          | 8,91         |
|           | André Le Gac      | PCF       | 753          | 8,05         |
|           |                   |           |              |              |
| Inscrits  | Inscrits          | Inscrits  | 15 003       | 100,00       |
| Votants   | Votants           | Votants   | 9 745        | 64,95        |
| Exprimés  | Exprimés          | Exprimés  | 9 358        | 96,03        |

*sortant

### Canton de Fouesnant
Louis Le Calvez (UDF-CDS) élu depuis 1955 ne se représente pas.
| Candidats | Candidats               | Étiquette   | Premier tour | Premier tour | Second tour | Second tour |
| Candidats | Candidats               | Étiquette   | Voix         | %            | Voix        | %           |
| --------- | ----------------------- | ----------- | ------------ | ------------ | ----------- | ----------- |
|           | Roger Le Goff           | UDF-CDS (*) | 2 243        | 23,24        | 5 482       | 59,39       |
|           | Gérard Mével            | PS          | 2 083        | 21,58        | 3 749       | 40,61       |
|           | Jean-François Garrec    | RPR         | 1 490        | 15,44        | Retrait     | Retrait     |
|           | Corentin Renot          | DVD-RPR     | 966          | 10,01        |             |             |
|           | Jean L'Hénoret          | DVD-UDF     | 838          | 8,68         |             |             |
|           | Claudine Dupont-Tingaud | FN          | 701          | 7,26         |             |             |
|           | Jean-Yves Mazo          | PCF         | 528          | 5,47         |             |             |
|           | Joseph Chiquet          | MRG         | 426          | 4,41         |             |             |
|           | Pierre Delignière       | Verts       | 376          | 3,90         |             |             |
|           |                         |             |              |              |             |             |
| Inscrits  | Inscrits                | Inscrits    | 13 379       | 100,00       | 13 375      | 100,00      |
| Votants   | Votants                 | Votants     | 9 836        | 73,52        | 9 625       | 71,96       |
| Exprimés  | Exprimés                | Exprimés    | 9 651        | 98,12        | 9 231       | 95,91       |

### Canton de Guilvinec
Jean Folgoas (PS) est le dernier élu de l'ancien Canton de Pont-l'Abbé. 
Ce canton en regroupe la moitié sud et maritime.
| Candidats | Candidats          | Étiquette   | Premier tour | Premier tour | Second tour | Second tour |
| Candidats | Candidats          | Étiquette   | Voix         | %            | Voix        | %           |
| --------- | ------------------ | ----------- | ------------ | ------------ | ----------- | ----------- |
|           | Pierre Draoulec    | App.UDF-CDS | 4 261        | 39,83        | 6 362       | 56,61       |
|           | Jean Folgoas *     | PS          | 2 862        | 26,75        | 4 876       | 43,39       |
|           | Guy Laurent        | PCF         | 1 427        | 13,34        |             |             |
|           | Dominique Tanguy   | DVD-RPR     | 722          | 6,75         |             |             |
|           | Jean-Jérôme Le Coq | MRG         | 578          | 5,40         |             |             |
|           | Roger Abasq        | FN          | 443          | 4,14         |             |             |
|           | Théodore Perrot    | UDB         | 405          | 3,79         |             |             |
|           |                    |             |              |              |             |             |
| Inscrits  | Inscrits           | Inscrits    | 16 022       | 100,00       | 16 018      | 100,00      |
| Votants   | Votants            | Votants     | 10 949       | 68,34        | 11 632      | 72,62       |
| Exprimés  | Exprimés           | Exprimés    | 10 698       | 97,71        | 11 238      | 96,61       |

*sortant

### Canton de Lanmeur
| Candidats | Candidats           | Étiquette | Premier tour | Premier tour | Second tour | Second tour |
| Candidats | Candidats           | Étiquette | Voix         | %            | Voix        | %           |
| --------- | ------------------- | --------- | ------------ | ------------ | ----------- | ----------- |
|           | Jean-René Cadran *  | PS        | 2 642        | 38,15        | 4 224       | 59,97       |
|           | Romain Guillou      | UDF-CDS   | 1 109        | 16,01        | 2 819       | 40,03       |
|           | Yves Mériadec       | RPR       | 1 086        | 15,68        | Retrait     | Retrait     |
|           | Jean-Yves Lainé     | PCF       | 1 081        | 15,61        | Retrait     | Retrait     |
|           | Jacques Normand     | PSU       | 400          | 5,78         |             |             |
|           | Jean Le Saux        | FN        | 283          | 4,09         |             |             |
|           | Hervé Louis-Calixte | CNIP-EXD  | 276          | 3,99         |             |             |
|           | André Mouton        | DVD       | 49           | 0,71         |             |             |
|           |                     |           |              |              |             |             |
| Inscrits  | Inscrits            | Inscrits  | 9 439        | 100,00       | 9 439       | 100,00      |
| Votants   | Votants             | Votants   | 7 042        | 74,61        | 7 232       | 76,62       |
| Exprimés  | Exprimés            | Exprimés  | 6 926        | 98,35        | 7 043       | 97,39       |

*sortant

### Canton de Lannilis
| Candidats | Candidats              | Étiquette | Premier tour | Premier tour | Second tour | Second tour |
| Candidats | Candidats              | Étiquette | Voix         | %            | Voix        | %           |
| --------- | ---------------------- | --------- | ------------ | ------------ | ----------- | ----------- |
|           | Léon Guéguen *         | UDF-PR    | 3 785        | 45,99        | 4 144       | 100,00      |
|           | Jean-Michel Perhirin   | RPR       | 2 569        | 31,21        | Retrait     | Retrait     |
|           | Gilbert Bellec         | PS        | 895          | 10,87        |             |             |
|           | Jean-François Kervern  | POBL      | 487          | 5,92         |             |             |
|           | Claude Hermann         | FN        | 339          | 4,12         |             |             |
|           | Marie-France Pellennec | PCF       | 156          | 1,90         |             |             |
|           |                        |           |              |              |             |             |
| Inscrits  | Inscrits               | Inscrits  | 11 207       | 100,00       | 11 201      | 100,00      |
| Votants   | Votants                | Votants   | 8 351        | 74,52        | 5 399       | 48,20       |
| Exprimés  | Exprimés               | Exprimés  | 8 231        | 98,56        | 4 144       | 76,76       |

*sortant

### Canton de Plabennec
Jean-Louis Goasduff (RPR), élu depuis 1973 ne se représente pas.
| Candidats | Candidats        | Étiquette | Premier tour | Premier tour |
| Candidats | Candidats        | Étiquette | Voix         | %            |
| --------- | ---------------- | --------- | ------------ | ------------ |
|           | Louis Coz        | RPR (*)   | 5 761        | 70,57        |
|           | Gabriel Le Jeune | PS        | 1 574        | 19,28        |
|           | Françine Porzier | FN        | 504          | 6,17         |
|           | Yvon Drévillon   | PCF       | 325          | 3,98         |
|           |                  |           |              |              |
| Inscrits  | Inscrits         | Inscrits  | 11 443       | 100,00       |
| Votants   | Votants          | Votants   | 8 408        | 73,48        |
| Exprimés  | Exprimés         | Exprimés  | 8 164        | 97,10        |

### Canton de Pleyben
| Candidats | Candidats            | Étiquette | Premier tour | Premier tour | Second tour | Second tour |
| Candidats | Candidats            | Étiquette | Voix         | %            | Voix        | %           |
| --------- | -------------------- | --------- | ------------ | ------------ | ----------- | ----------- |
|           | Jean-Jacques Pirche  | RPR       | 2 253        | 41,90        | 3 239       | 60,85       |
|           | François Philippot * | PS        | 1 400        | 26,04        | 2 084       | 39,15       |
|           | Christian Savidan    | App.UDF   | 1 273        | 23,68        | Retrait     | Retrait     |
|           | Raymond Dorval       | PCF       | 294          | 5,47         |             |             |
|           | Gabriel Mazeo        | FN        | 157          | 2,92         |             |             |
|           |                      |           |              |              |             |             |
| Inscrits  | Inscrits             | Inscrits  | 7 165        | 100,00       | 7 161       | 100,00      |
| Votants   | Votants              | Votants   | 5 469        | 76,37        | 5 438       | 75,94       |
| Exprimés  | Exprimés             | Exprimés  | 5 377        | 98,32        | 5 323       | 97,89       |

*sortant

### Canton de Ploudalmézeau
| Candidats | Candidats             | Étiquette | Premier tour | Premier tour | Second tour | Second tour |
| Candidats | Candidats             | Étiquette | Voix         | %            | Voix        | %           |
| --------- | --------------------- | --------- | ------------ | ------------ | ----------- | ----------- |
|           | Alphonse Arzel *      | UDF-CDS   | 2 925        | 35,99        | 3 856       | 48,71       |
|           | Édouard Talarmin      | DVD-RPR   | 2 743        | 33,75        | 4 061       | 51,29       |
|           | Jeanne Pellen         | PS        | 900          | 11,07        |             |             |
|           | Pierre L'Hénaff       | DVD-RPR   | 632          | 7,78         |             |             |
|           | Patrick de Poulpiquet | FN        | 454          | 5,59         |             |             |
|           | René Treguer          | UDB       | 322          | 3,96         |             |             |
|           | Michel Person         | PCF       | 151          | 1,86         |             |             |
|           |                       |           |              |              |             |             |
| Inscrits  | Inscrits              | Inscrits  | 10 934       | 100,00       | 10 932      | 100,00      |
| Votants   | Votants               | Votants   | 8 309        | 75,99        | 8 370       | 76,56       |
| Exprimés  | Exprimés              | Exprimés  | 8 127        | 97,81        | 7 917       | 94,59       |

*sortant

### Canton de Plouescat
| Candidats | Candidats              | Étiquette   | Premier tour | Premier tour |
| Candidats | Candidats              | Étiquette   | Voix         | %            |
| --------- | ---------------------- | ----------- | ------------ | ------------ |
|           | Yves Priser*           | App.UDF-CDS | 3 550        | 70,59        |
|           | Jean-François Le Jeune | PS          | 1 101        | 21,89        |
|           | Pierre Cote            | FN          | 276          | 5,49         |
|           | Emmanuel Charles       | PCF         | 102          | 2,03         |
|           |                        |             |              |              |
| Inscrits  | Inscrits               | Inscrits    | 7 213        | 100,00       |
| Votants   | Votants                | Votants     | 5 151        | 71,41        |
| Exprimés  | Exprimés               | Exprimés    | 5 029        | 97,63        |

*sortant

### Canton de Plouzévédé
| Candidats | Candidats               | Étiquette | Premier tour | Premier tour |
| Candidats | Candidats               | Étiquette | Voix         | %            |
| --------- | ----------------------- | --------- | ------------ | ------------ |
|           | Jacques de Menou *      | UDF       | 3 699        | 65,37        |
|           | Jean-Luc Urien ou Uguen | PS        | 1 599        | 28,26        |
|           | Gérard Larrieu          | FN        | 196          | 3,46         |
|           | Guy Kerbrat             | PCF       | 165          | 2,92         |
|           |                         |           |              |              |
| Inscrits  | Inscrits                | Inscrits  | 7 325        | 100,00       |
| Votants   | Votants                 | Votants   | 5 748        | 78,47        |
| Exprimés  | Exprimés                | Exprimés  | 5 659        | 98,45        |

*sortant

### Canton de Pont-Croix
| Candidats | Candidats          | Étiquette | Premier tour | Premier tour | Second tour | Second tour |
| Candidats | Candidats          | Étiquette | Voix         | %            | Voix        | %           |
| --------- | ------------------ | --------- | ------------ | ------------ | ----------- | ----------- |
|           | Henri Cogan *      | UDF-CDS   | 3 952        | 35,20        | 6 485       | 56,23       |
|           | Jean Normant       | PS        | 3 677        | 32,75        | 5 048       | 43,77       |
|           | Jean-Paul Coatmeur | RPR       | 2 293        | 20,42        | Retrait     | Retrait     |
|           | Henri Donnart      | PCF       | 796          | 7,09         |             |             |
|           | Bruno Pensec       | FN        | 509          | 4,53         |             |             |
|           |                    |           |              |              |             |             |
| Inscrits  | Inscrits           | Inscrits  | 17 119       | 100,00       | 17 112      | 100,00      |
| Votants   | Votants            | Votants   | 11 469       | 67,00        | 11 838      | 69,18       |
| Exprimés  | Exprimés           | Exprimés  | 11 227       | 97,89        | 11 533      | 97,42       |

*sortant

### Canton de Pont-l'Abbé
| Candidats | Candidats         | Étiquette | Premier tour | Premier tour |
| Candidats | Candidats         | Étiquette | Voix         | %            |
| --------- | ----------------- | --------- | ------------ | ------------ |
|           | Sébastien Jolivet | UDF-CDS   | 4 513        | 54,37        |
|           | Jean Richard *    | PS        | 2 822        | 34,00        |
|           | Roger Marzin      | PCF       | 608          | 7,32         |
|           | Henri Cuzon       | FN        | 358          | 4,31         |
|           |                   |           |              |              |
| Inscrits  | Inscrits          | Inscrits  | 11 641       | 100,00       |
| Votants   | Votants           | Votants   | 8 539        | 73,35        |
| Exprimés  | Exprimés          | Exprimés  | 8 301        | 97,21        |

*sortant

### Canton de Quimper-III
| Candidats | Candidats           | Étiquette | Premier tour | Premier tour | Second tour | Second tour |
| Candidats | Candidats           | Étiquette | Voix         | %            | Voix        | %           |
| --------- | ------------------- | --------- | ------------ | ------------ | ----------- | ----------- |
|           | Bernard Poignant    | PS        | 3 162        | 32,24        | 4 847       | 49,37       |
|           | Alain Gérard        | RPR       | 2 129        | 21,71        | 4 971       | 50,63       |
|           | André Paubert       | UDF-CDS   | 1 792        | 18,27        | Retrait     | Retrait     |
|           | François Cuzon      | DVD-RPR   | 703          | 7,17         |             |             |
|           | Étienne Perchec     | PCF       | 613          | 6,25         |             |             |
|           | Alain Uguen         | Verts     | 520          | 5,30         |             |             |
|           | Jean-Pierre Le Gris | FN        | 506          | 5,16         |             |             |
|           | Joël Keranguyader   | DVD-RPR   | 187          | 1,91         |             |             |
|           | Patrice Le Cornec   | DVD-RPR   | 137          | 1,40         |             |             |
|           | André Garçon        | LCR       | 58           | 0,59         |             |             |
|           |                     |           |              |              |             |             |
| Inscrits  | Inscrits            | Inscrits  | 15 058       | 100,00       | 15 058      | 100,00      |
| Votants   | Votants             | Votants   | 10 032       | 66,62        | 10 129      | 67,27       |
| Exprimés  | Exprimés            | Exprimés  | 9 807        | 97,76        | 9 818       | 96,93       |

### Canton de Rosporden
| Candidats | Candidats          | Étiquette | Premier tour | Premier tour | Second tour | Second tour |
| Candidats | Candidats          | Étiquette | Voix         | %            | Voix        | %           |
| --------- | ------------------ | --------- | ------------ | ------------ | ----------- | ----------- |
|           | Gilbert Montfort * | PS        | 2 921        | 40,06        | 4 138       | 55,96       |
|           | Édouard Launay     | RPR       | 2 741        | 37,59        | 3 256       | 44,04       |
|           | Francis Dufour     | PCF       | 1 171        | 16,06        | Retrait     | Retrait     |
|           | Élizabeth Boulic   | FN        | 273          | 3,69         |             |             |
|           | Paul Guéguéniat    | UDB       | 185          | 2,54         |             |             |
|           |                    |           |              |              |             |             |
| Inscrits  | Inscrits           | Inscrits  | 9 427        | 100,00       | 9 428       | 100,00      |
| Votants   | Votants            | Votants   | 7 435        | 78,87        | 7 599       | 80,60       |
| Exprimés  | Exprimés           | Exprimés  | 7 291        | 98,06        | 7 394       | 97,30       |

*sortant

### Canton de Saint-Pol-de-Léon
François Prigent (UDF-CDS) élu depuis 1949 ne se représente pas.
| Candidats | Candidats            | Étiquette   | Premier tour | Premier tour | Second tour | Second tour |
| Candidats | Candidats            | Étiquette   | Voix         | %            | Voix        | %           |
| --------- | -------------------- | ----------- | ------------ | ------------ | ----------- | ----------- |
|           | Adrien Kervella      | DVD-RPR     | 4 291        | 38,54        | 5 079       | 43,34       |
|           | Michel Morvan        | UDF-CDS (*) | 4 147        | 37,25        | 4 932       | 42,08       |
|           | Jean-Yves Pender     | PS          | 1 791        | 16,09        | 1 709       | 14,58       |
|           | Pierre d'Herbrais    | FN          | 497          | 4,46         |             |             |
|           | Jean-Pierre Creignou | PCF         | 407          | 3,67         |             |             |
|           |                      |             |              |              |             |             |
| Inscrits  | Inscrits             | Inscrits    | 15 693       | 100,00       | 15 691      | 100,00      |
| Votants   | Votants              | Votants     | 11 301       | 72,02        | 11 852      | 75,53       |
| Exprimés  | Exprimés             | Exprimés    | 11 133       | 98,51        | 11 720      | 98,89       |

### Canton de Saint-Thégonnec
| Candidats | Candidats            | Étiquette         | Premier tour | Premier tour |
| Candidats | Candidats            | Étiquette         | Voix         | %            |
| --------- | -------------------- | ----------------- | ------------ | ------------ |
|           | Joseph Le Mer *      | DVD-UDF (ex CNIP) | 2 110        | 52,87        |
|           | Jean-Claude Kerdilès | PS                | 1 220        | 30,57        |
|           | Jean-Claude Faujour  | UDB               | 312          | 7,82         |
|           | Christian Billaut    | PCF               | 248          | 6,21         |
|           | Olivier Morize       | FN                | 101          | 2,53         |
|           |                      |                   |              |              |
| Inscrits  | Inscrits             | Inscrits          | 5 482        | 100,00       |
| Votants   | Votants              | Votants           | 4 051        | 73,90        |
| Exprimés  | Exprimés             | Exprimés          | 3 991        | 98,52        |

*sortant